# Vinterholmen, Pyttis
Vinterholmen är en ö i Finland. Den ligger i Kymmene älv och i kommunen Pyttis i  landskapet Kymmenedalen, i den södra delen av landet, 90 km öster om huvudstaden Helsingfors. Öns area är 1,6 hektar och dess största längd är 230 meter i sydöst-nordvästlig riktning.